# People's National Party

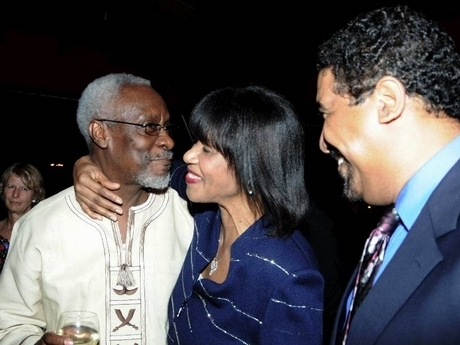
P.J.Patterson (links) en Portia Simpson-Miller (midden)

De People's National Party (PNP) is een sociaaldemocratische partij op Jamaica. De partij is opgericht door Norman Manley in 1938. De PNP en de Jamaica Labour Party zijn de twee belangrijkste partijen op het eiland. In de verkiezingstijd is de strijd tussen de twee partijen bijzonder fel. Met name de sloppenwijken van grote steden zijn verdeeld in PNP en JLP gebieden. De aanhangers van beide partijen bevechten elkaar letterlijk om leven en dood. Met name de verkiezing van Michael Manley, de zoon van Norman Manley, in 1972 tot premier heeft de strijd hoog doen oplopen. De Amerikaanse CIA werd in de jaren zeventig verantwoordelijk gehouden voor het verspreiden van vuurwapens onder jeugdige aanhangers van de politieke partijen.
De politiek lijn van Michael Manley's PNP heeft de relaties met de Verenigde Staten in de jaren zeventig nogal bekoeld. Manley was pleitbezorger van een democratisch socialisme, hij stond voor een derde wereld invalshoek in de buitenlandse politiek en hij zocht toenadering tot buurland Cuba. In die periode werd Jamaica een van de landen waarmee Nederland in het kader van de ontwikkelingssamenwerking banden mee aanknoopte.
Na twee termijnen stond Jamaica er economisch een stuk slechter voor. In 1980 werd dan ook Edward Seaga van de JLP de overtuigende winnaar van de verkiezingen. De JLP regering haalde de banden met Washington weer aan. In de jaren 80 ging het economisch weer een stuk beter met Jamaica. De grote massa arme Jamaicanen merkte hier echter weinig van, dus het was niet verwonderlijk dat de JLP in 1989 weer werd verslagen door PNP, opnieuw onder leiding van Michael Manley. De politiek van de PNP was ondertussen veranderd. Het socialisme uit de jaren zeventig was grondig aangepast en op sommige punten zelfs verlaten. De partij zag voordelen in de globalisering en voerde een veel meer prowesters beleid. Manley verliet de politiek in 1992 en maakte plaats voor P.J.Patterson, die in al zijn kabinetten reeds minister was. Patterson won met de PNP de verkiezingen van 1993, 1997 en 2002. Hij werd hiermee de langstdienende minister-president van Jamaica. In 2006 verliet ook Patterson de politiek en werd hij opgevolgd door Portia Simpson-Miller als partijleider en eerste minister. Zij verloor in augustus 2007 de verkiezingen van de JLP onder leiding van Bruce Golding.